# Broom Service
Broom Service ist ein Brett- und Strategiespiel der österreichischen  Spieleautoren Alexander Pfister und Andreas Pelikan. Das Spiel ist für zwei bis fünf Spieler ab 10 Jahren. Es erschien im Jahr 2015 auf Deutsch, Englisch und weiteren Sprachen beim Spieleverlag Ravensburger.

## Spielweise und Ausstattung
Ein Spiel besteht aus 7 Durchgängen zu je 4 bis 10 Runden. Aufgabe der Spieler ist es, Tränke herzustellen und diese mittels Hexenbesen in unterschiedlichen Gebieten  abzuliefern. Die Hexen fliegen, die Druiden sammeln Zutaten, die Sammler brauen Tränke und die Wetterfee sorgt für passierbare Wolken.

### Spielmaterial
Das Spielmaterial besteht aus:
- 1 doppelseitiger Spielplan
- 10 Spielfiguren
- 5 Marker aus Holz
- 50 Rollenkarten
- 10 Ereigniskarten
- 32 Wolkenmarker
- 15 Amulette
- 24 Zauberstäbe
- 60 Tränke aus Holz
- 17 Landschaftsplättchen
- 2 Übersichten
- 1 Spielregel (12 A4-Seiten)

### Vorbereitungen
Zu Spielbeginn legt man die unterschiedlichen Wolkenplättchen und die, je nach Spielplanseite und gespielter Variante unterschiedlichen, weiteren Plättchen aus. Es wird eine von zehn Ereigniskarten aufgedeckt. Spielt man nicht in  Maximalbesetzung von 5 Spielern, kommen die Rollenkarten einer ungenutzten Spielerfarbe als verwunschene Rollen an den Spielfeldrand und es wird vor jedem Durchgang eine von der Spielerzahl abhängige Anzahl dieser Karten aufgedeckt, welche dann nur mit einer Strafe von 3 Siegpunkten ausgespielt werden dürfen. Jeder Spieler erhält seine 10 Rollenkarten und zu Beginn jeweils drei Zaubertränke sowie einen Zauberstab. Die beiden Spielfiguren eines jeden Spielers werden auf den zwei Startburgen platziert.

### Spielverlauf
Zu Beginn eines jeden Durchgangs wählen alle Spieler gleichzeitig jeweils 4 ihrer 10 Rollenkarten verdeckt aus, mit denen sie versuchen die Runden dieses Durchgangs zu planen. In jeder Runde spielt dann der Startspieler eine seiner ausgewählten Rollenkarten aus und wählt die mutige oder die feige Aktion dieser Karte und liest diese vor. Die anderen Spieler müssen nun im Uhrzeigersinn die gleiche Rollenkarte spielen (bedienen) oder, falls das nicht möglich ist, diese Runde aussetzen. Wer feige wählt, darf die schwächere Aktion sofort ausführen, also entweder seine Spielfiguren um ein Feld bewegen, Tränke auf die passenden Gelände und Türme ausliefern, sich die auf der Rollenkarte angezeigten Ressourcen nehmen oder Wolken mittels gesammelter Zauberstäbe fortzaubern.
Nur wer mutig wählt, muss warten, bis alle nachfolgenden Spieler ihre Karten gespielt haben. Spielt noch jemand seine Rollenkarte als mutig, verfällt die Aktion des vorherigen mutigen Spielers komplett. So werden vier bis zehn Runden gespielt, bis alle Rollenkarten ausgespielt wurden. Damit endet der Durchgang.
Nach sieben solcher Durchgänge endet das Spiel, der Spieler mit den meisten Siegpunkten gewinnt.

## Rezeption
Die grafische Umsetzung deutet auf ein Kinderspiel hin, Broom Service ist aber ein sehr taktisches Familienspiel mit einem Bluffmechanismus. Im Spiel sind drei Spielerweiterungen enthalten. Mit weiteren besonderen Plättchen und Bergamuletten und der zweiten Seite des Spielplanes werden die Spielregeln damit erweitert und komplexer.
Broom Service hatte 2008 mit Wie verhext bereits einen ähnlichen Vorgänger. Zusätzlich ist 2016 eine Kartenspielversion von Broom Service erschienen.

### Preise und Ehrungen
- 2015 Spiel der Spiele
- 2015 Lys Passioné Finalist
- 2015 Kennerspiel des Jahres
- 2015 Golden Geek Best Family Board Game Nominee